# Gardnerella vaginalis
Gardnerella vaginalis — вид грамваріабельних бактерій з роду гарднерелл (Gardnerella) родини Bifidobacteriaceae. Рід Gardnerella був виділений у 1980 році з роду Haemophilus і названий на честь американського бактеріолога Германа Гарднера, який відкрив Gardnerella vaginalis у 1955 році.

## Опис
Бактерії Gardnerella vaginalis — факультативні анаероби, в невеликій кількості вони є постійним представником вагінальної мікрофлори (належать до умовно-патогенної мікрофлори), в деяких умовах замінюють там лактобактерії спільно з іншими анаеробами (виникає дисбіоз).

### Метаболізм
Бактерії Gardnerella vaginalis живляться цукрами (целобіоз, декстрин, фруктоза, галактоза, глюкоза, лактоза та інші), глікозидами (Арбутин) і використовує біотин, виробляють оцтову кислоту (ацетат-іон).

## Клінічне значення
Gardnerella vaginalis у більшості випадків є основним представником умовно-патогенної мікрофлори вагіни при бактеріальному вагінозі — у жінок з бактеріальним вагінозом переважають у 71-92 % випадків. При бактеріальному вагінозі гарднерелли, анаеробні представники мікрофлори та інший факультативний анаероб Mobiluncus spp. заміщають лактобацили, що переважають у вагінальній мікрофлорі здорової жінки. Іноді це захворювання називають гарднерельозом.
У жіночому організмі гарднерелли можуть бути присутніми як у вільному стані, так і в стані біоплівки. Ймовірно, бактеріальна плівка G. vaginalis, що прикріпилася до вагінального епітелію, стає місцем адгезії інших патогенів.
G. vaginalis передається при сексуальному контакті з вагіною, таким чином виявляється у чоловіків. У чоловічому організмі гарднерелли зазвичай не затримуються, але у 10 % випадків можуть, переважно безсимптомно, залишитися у чоловічому організмі, роблячи його носієм і, при незахищеному сексі, розповсюджувачем гарднереллезу. У деяких випадках гарднерелли викликають у чоловіків низку ускладнень.